# Comuna de Chodów
Chodów (polaco: Gmina Chodów) é uma gminy (comuna) na Polónia, na voivodia de Grande Polónia e no condado de Kolski. A sede do condado é a cidade de Chodów.
De acordo com os censos de 2004, a comuna tem 3510 habitantes, com uma densidade 45,3 hab/km².

## Área
Estende-se por uma área de 77,97 km², incluindo:
- área agricola: 89%
- área florestal: 6%

## Demografia
Dados de 30 de Junho 2004:
|                      | Total   | Total | Mulheres | Mulheres | Homens  | Homens |
| -------------------- | ------- | ----- | -------- | -------- | ------- | ------ |
|                      | pessoas | %     | pessoas  | %        | pessoas | %      |
| População            | 3529    | 100   | 1763     | 50       | 1766    | 50     |
| Densidade (pop./km²) | 45,3    | 100   | 22,6     | 22,6     | 22,6    | 22,6   |

De acordo com dados de 2002, o rendimento médio per capita ascendia a 1305,07 zł.

## Comunas vizinhas
- Comuna de Daszyna, Comuna de Dąbrowice, Comuna de Grabów, Kłodawa, Comuna de Krośniewice, Comuna de Przedecz